# ISO/IEC 27002
ISO/IEC 27002는 국제표준화기구(ISO)와 국제전기기술위원회(IEC)가 발표한 정보 보안 표준으로, 제목은 정보 보안, 사이버 보안 및 개인 정보 보호 - 정보 보안 통제이다.
ISO/IEC 27000 시리즈 표준은 셸(Shell)이 1990년대 초 영국 정부 계획에 기증한 기업 보안 표준의 파생물이다. 셸 표준은 1990년대 중반 영국 표준 BS 7799로 개발되었으며, 2000년에 ISO/IEC 17799로 채택되었다. ISO/IEC 표준은 2005년에 개정되었으며, 2007년에 ISO/IEC 27002로 번호가 다시 지정되었다. 이는 2013년과 2022년에 다시 개정되었다. ISO/IEC 27002에 완전히 정의되지 않은 클라우드에 대한 추가 보안 제어를 제안하기 위해 2015년 후반에 ISO/IEC 27017이 해당 표준에서 만들어졌다.
ISO/IEC 27002는 정보 보안 관리 시스템(ISMS)을 시작, 구현 또는 유지 관리하는 담당자가 사용할 정보 보안 통제에 대한 모범 사례 권장 사항을 제공한다.

## 역사
| 연도 | 설명                        |  |
| ---- | --------------------------- |  |
| 2005 | ISO/IEC 27002 (1st Edition) |  |
| 2013 | ISO/IEC 27002 (2nd Edition) |  |
| 2022 | ISO/IEC 27002 (3rd Edition) |  |

## 같이 보기
- 사베인스 옥슬리법